# هارالد لينك
هارالد لينك (بالألمانية: Harald Link) هو رائد أعمال ألماني، ولد في 12 يناير 1955 في بازل في سويسرا.